# Bø, Telemark
Bø este o comună din provincia Telemark, Norvegia.